# Van
|  | Per a altres significats, vegeu «Van (desambiguació)». |

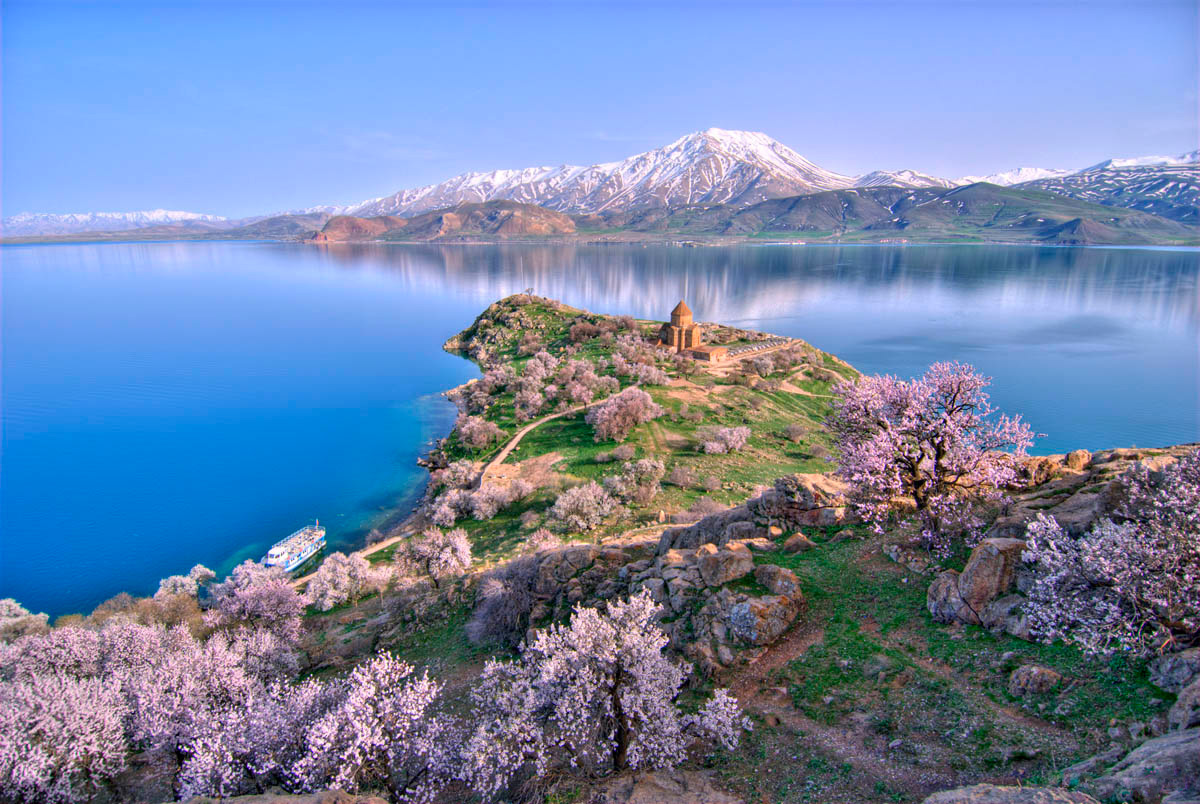
Llac Van

Van és una ciutat de Turquia a la costa est del llac Van, capital de la província de Van. El 2010 tenia 367.419 habitants, de
majoria kurda. Van mesura 2.289 km².

## Història

Inscripció de Xerxes el Gran a les muralles de la fortalesa de Van

Excavacions arqueològiques mostren que la regió fou habitada almenys cinc mil anys abans de Crist. Al munt de Tilki Tepe a la vora del lloc, a pocs quilòmetres al sud de la fortalesa de Van s'han trobat restes de la cultura de Van.
La ciutat fou anomenada Tushpa i fou la capital del regne d'Urartu vers el segle ix aC; el primer assentament fou al lloc avui conegut com a Castell de Van (Van Kalesi) proper al llac Van i a l'oest de la moderna ciutat; S'hi han trobat diverses inscripcions urartianes dels segles VIII i VII aC; a la inscripció trilingüe de Behistun feta per Darios el Gran, el país d'Urartu és anomenat Armènia. Va caure en mans dels armenis al segle vii aC i després dels perses a la meitat del segle vi aC. Va caure en mans d'Alexandre el Gran el 331 aC i després fou domini dels selèucides però sota una dinastia local de sàtrapes autònoms. Va esdevenir independent al segle ii aC. Sota el rei Tigranes II el Gran (95-55 aC) la capital va estar a Tigranocerta però Van era un centre important. Va seguir la història d'Armènia. Moisès de Khorèn (Movses Khorenatsi) l'anomena Tosp a la seva "Història d'Armènia, del uratià Tushpa. El 450 fou presa pels rebels armenis en lluita contra els perses (Revolta d'Ingilena)
Els romans d'Orient van dominar la regió del 628 al 640, quan van arribar els àrabs. Els historiadors àrabs no esmenten la conquesta de Van i aquest nom només apareix quan Ibn Hàwqal diu que Ibn al-Dayrani era senyor de Zawazan, Wan i Wustan. Vers el 770 els àrabs de la tribu d'Othman (pels armenis Utmanikk) s'havien apoderat d'una regió de la part nord-oriental del Llac Van, amb la fortalesa inaccessible d'Amiuk, al nord-est de Van i la de Bergri. A Malazgerd es van establir els qaysites (Kaisikk pels armenis) dominant el nord del llac (l'Apahuniq).
El 852 fou incendiada pel governador califal, el general Bugha al-Kabir. Quan el poder àrab va perdre pistonada havia emergit la dinastia local armènia dels Arzerunis com a vassalla dels bagràtides i vers 864 la guerra va esclatar entre Asoci I el Gran d'Armènia i Gregori Derenik Arzeruni de Baspracània i Asoci va fer presoner a Grigor en un combat prop de la ciutat de Van i va annexionar el Reixtunik. Vers el 870 els othmànides feien incursions, entre les quals algunes a la ciutat de Van, i altres cap a diferents llocs de Baspracània; contra ells es va iniciar una guerra de tots els prínceps armenis però Amiuk no va poder ser conquerida; els othmànides van cridar en ajut al governador-emir àrab de Diyar Bakr Isa ben Shaykh al-Shaybani; Isa va marxar contra Asoci Arzeruni que estava assetjant Kokhpanik; Asoci va deixar el setge i ambdós exèrcits es van trobar a prop de la ciutat de Van. Els àrabs eren 15.000 i els armenis dos mil. Fou un príncep ardzruni, Gaguik Abu Morvan qui va negociar un acord, i ambdós exèrcits es van retirar i a canvi de parar l'ofensiva i d'entregar ostatges. A finals del segle ix el príncep de Baspracània, Gaguik Abu Morvan, va establir la seva capital a Van.
Vers el 900 l'emir Afshin al-Sadj de l'Azerbaidjan va atacar Baspracània. El príncep Sargis, en arribar l'emir per la part del Thornavan, va decidir no lluitar i va anar a retre-li homenatge. Va haver d'entregar com a ostatge un dels seus germans, que primer fou Gaguik (per sis mesos) i després (per un any) el petit Gurguèn, que foren portats a Bardaa. Vers el 901 Gurguèn es va escapar de Bardaa i va tornar a Baspracània. Furiós Afshin va marxar contra la ciutat de Van que va ocupar igual que Wustan on va deixar sengles eunucs com a governadors. Sargis i els seus germans es van retirar cap al petit Albag. Van fou ocupada i s'hi va instal·lar un eunuc de confiança, un renegat d'origen grec de nom Safi; un altre eunuc fou instal·lat a Ostan o Wustan, una altra ciutat de la costa sud del llac, la segona del país. Però aquesta ocupació es va acabar en morir l'emir el març del 901. El 905 la ciutat fou atacada pels àrabs del Zaheravan en represàlia per la conquesta de la fortalesa d'Amiuk pel príncep de Baspracània. Els Arzerunis van esdevenir independents el 908 proclamat el regne de Baspracània, amb capital principal a Van, si bé de vegades la cort estava a Vostan (Wustan), Aghtamar, i altres llocs. A partir de l'establiment del regne el 908 la ciutat de Van va anar en ascens, mentre la seva rival musulmana Ardjesh (Ardjish) va entrar en decadència.
El 914/915 Yusuf al-Sadj va assassinar al rei bagràtida Simbaci a Dvin; el príncep Arzeruni Gaguik, nebot matern del difunt, que s'havia unit a Yusuf, va poder reclamar llavors la independència de Baspracània contra el successor de Simbaci, Asoci II el Ferro; els Arzerunis dominaven llavors els principats de Mokka (moderna Mukus) i Andzevatsiq. El 937 el general daylamita gilanita Lashkari ibn Mardi fou derrotat pel príncep Arzerunis Atom fill de Gurgin (o Gurguèn), senyor de Zawzawan, a Akabat al-Tinnin; Atom pertanyia a la branca sènior dels Arzerunis que fou eclipsada després per la branca d'Hadamakert. El 940 Daysam de l'Azerbaidjan es va refugiar amb Gaguik fill de Deranik (en àrab Djadjik ibn al-Dayrani); el 953 "Ibn al-Dayrani" i un desconegut "Ibn Ddjadjik" que podria ser Deranik ibn Gaguik, van entregar a Daysam al musafírida Marzuban.
El 1021 el darrer rei de Baspracània, Joan Senaquerim va cedir el regne a Bizanci que va establir el thema o catepanat de Baspracània. El rei va rebre a canvi Sivas on es van instal·lar 40.000 famílies armènies
Les incursions seljúcides a Baspracània van començar a mitjan segle xi. Després de la victòria turca en la batalla de Mantziciert tota la regió va caure en mans dels seljucides però amb la decadència d'aquests un segle després Van va patir un estancament i a l'inici del segle xiii van acabar emergint altres dinasties com els Shah-i-Armin (o shahs d'Akhlat) i els aiúbides. El 1229 els xa de Coràsmia Djalal al-Din Manguberti va ocupar Akhlat i va assetjar Van. Durant 20 anys Van fou dominada pels sultans seljúcides de Rum fins que fou conquerida pels mongols el 1243. Sota domini mongol el poder local se suposa que estava en mans dels kurds hakkari. Es diu que llavors Van era només una fortalesa i que Wustan (Ostan) havia estat una gran ciutat però ara era mitjana.
Després de l'enfonsament dels il-kànides de Pèrsia el 1335, va passar aviat a mans dels Kara Koyunlu la capital hereditària dels quals era a Ardjish, si bé el poder local va restar en mans dels kurds hakkari. El 1387 Tamerlà va saquejar el campament d'Ala-Tagh dels kara koyunlu i va ordenar la destrucció de la fortalesa de Van, però aquesta (que es diu havia estat construïda al temps dels shaddàdides) va resistir els assalts timúrides. No obstant Tamerlà apareix nomenant un governador de la fortalesa i de tota la província del Kurdistan, de nom Izz al-Din. El fill d'aquest, Muhammad, fou ben rebut per Shah Rukh el 1421. Els aq qoyunlu sota Uzun Hasan van conquerir el país d'Hakkari i van posar el territori sota el control de la tribu kurda dels Domboli, però els cristians locals (nestorians) van restituir el poder a l'antiga família.
Al segle xvi fou disputada entre otomans i safàvides que la van ocupar el 1502; el príncep kurd local Zahid ibn Izz al-Din II va tenir relacions amistoses amb Ismail Shah. Els otomans la van recuperar el 1515 però els perses hi van tornar el 1520; 4l 1534 durant l'ofensiva del gran visir otomà Ibrahim Pasha cap a Tabriz, el turc va rebre simbòlicament les claus de la fortalesa de Van del beg kurd, però quan els turcs es van haver de retirar els perses es van presentar a Van i la van ocupar al mateix temps que Ardjish el 1546; el 1548 el sultà otomà a instigació del príncep safàvida Alkas Mirza va assetjar Van (agost) i la ciutat es va rendir. El defterdar Txerkes Iskender fou nomenat governador. Llavors es va formar el sandjak de Wan (Van) dependent de l'eyalat d'Erzurum. Els turcs van fundar una mesquita (1567/1568) i uns banys i vers 1570 es va formar l'eyalat de Wan (Van) de límits incerts que hauria tingut 13 sandjaks, 1 hükümet i 1.115 feus (kılıç) petits i grans. Quan el mir-i-miran o beglerbegi es va presentar a la zona de Van, els caps kurds es van retirar als seus feus a Djulamerk i Wustan. El 1604 Cigalazade, que el 1585 havia estat governador de Van, va utilitzar la fortalesa com a quarter general contra els perses; hi fou assetjat pels perses d'Allah Werdi Khan i es va haver d'escapar de la fortalesa amb vaixell; al cap de poc va iniciar una nova campanya contra Tabriz que va acabar en desastre a la tardor del 1605.
El 1655 la va visitar Evliya Çelebi que acompanyava el seu oncle Ahmed Melek, que havia estat nomenat governador. Evliya diu que l'eyalat tenia 37 sandjaks alguns dels quals sandjaks-feus (hükümet) dels quals el principal era el d'Hakkari amb un exèrcit de 47.000 homes, seguit dels de Bidlis, de Mahmudi i de Piyanish.
El 1821 l'hereu de Pèrsia, Abbas Mirza, a causa d'un conflicte amb els otomans, va envair la regió de Van des de Bayezid fins a Bidlis, però complicacions diplomàtiques i una epidèmia van posar fi a les operacions i es va restablir l'statu quo anterior. Després de la guerra russo-japonesa de 1905 els otomans van presentar reclamacions frontereres a Pèrsia i Yawer Pasha va ocupar diversos districtes fronterers a la regió de Salmas (juliol de 1907) però l'statu quo es va restablir després de la primera guerra dels Balcans, per nota otomana del 12 d'octubre de 1912 i es va ratificar per un acord de partició de 1913-1914 sobre la base del protocol entre les dues parts signat el 17 de novembre de 1913.
A final del segle xix el wilayat de Van estava format per dos sandjaks (Van i Hakkari) i Cuinet estimava la població en 30.000 turcs, 210.000 kurds, 79.000 armenis i 92.000 cristians nestorians o assiris, o sigui un total de 430.000 persones. Del 3 a l'11 de juny de 1896 uns 500 armenis i 150 musulmans van ser massacrats i la vila fou teatre de disturbis que la van damnar.
A la primera guerra mundial fou ocupada pels russos el 20 de maig de 1915, i la van conservar fins al 4 d'agost de 1915; els otomans la van recuperar llavors però els russos van retornar a finals d'agost i la van conservar llavors fins a l'armistici del 18 de desembre de 1917. Llavors tenia una població d'uns 25.000 armenis i 10.000 musulmans; els armenis van marxar junt amb els russos, però els pobles armenis de la rodalia foren saquejats i els seus habitants massacrats. El genocidi armeni va tenir un efecte molt acusat en la disminució de la població. L'abril de 1918 quan els russos van marxar, la vila estava pràcticament deshabitada i quan fou reconstruïda als anys vint era una ciutat petita prop de la vella ciutat de la qual encara es conserven les runes. Ha experimentat un gran augment els darrers anys. El 1941 va patir destruccions per un terratrèmol. Una part de la població és avui kurda. El 1970 la població era de 88.600 habitants i el districte de 360.000; el 1997 eren 226.965 habitants la ciutat i 762.719 habitants el districte. El 23 d'octubre de 2011 va patir un fort terratrèmol i alguns edificis en van ensorrar en les rèpliques del 9 de novembre.

## Cultura

### Gastronomia

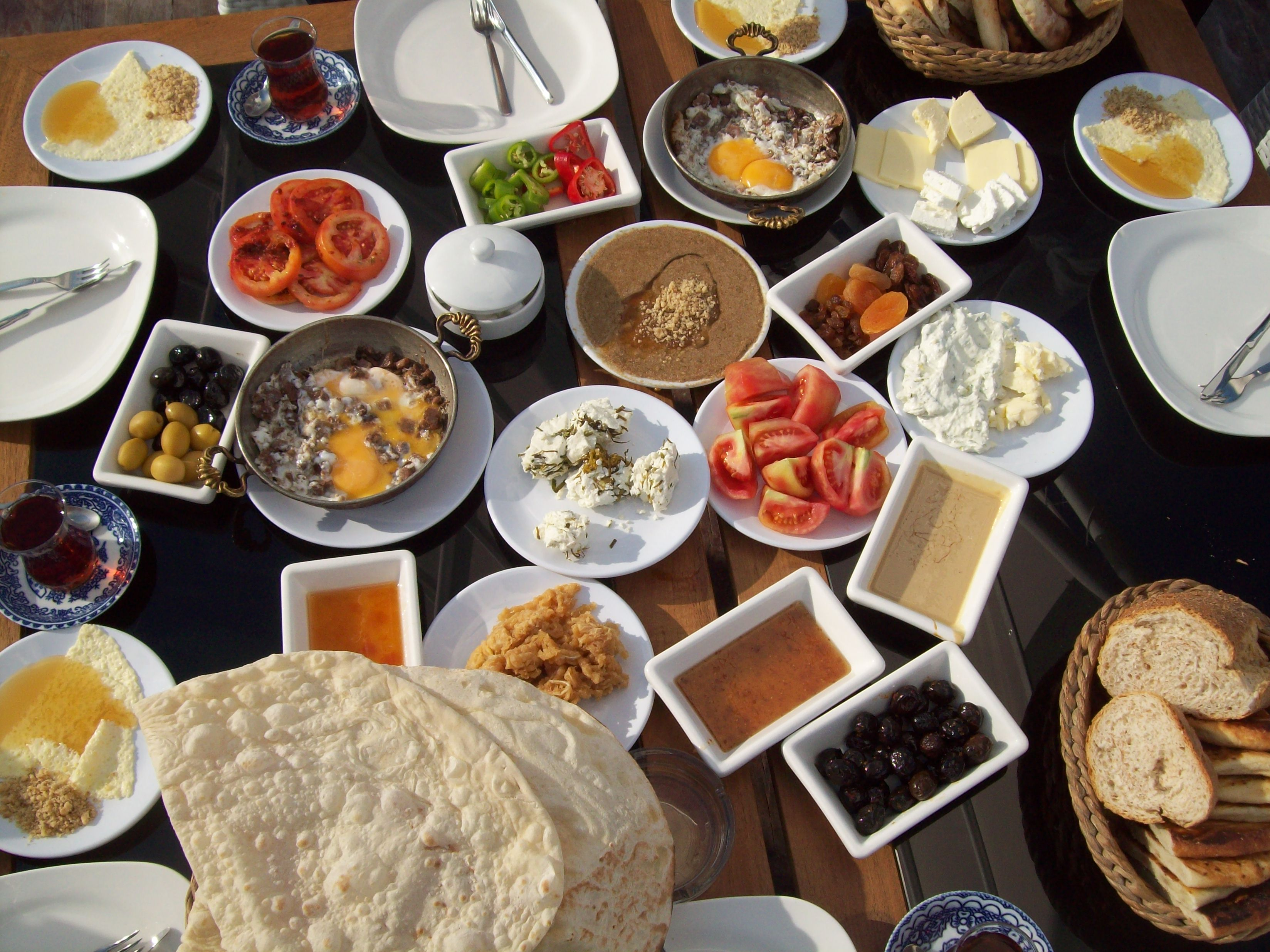
Van kahvaltısı (esmorzar de Van)

L'esmorzar de Van és famós a tota Turquia.

### El gat de Van

Gat de Van

El gat de Van és una varietat de gat originada a la ciutat, de la que agafa el nom. El seu pèl és blanc i el cap rodó; els ulls són de diversos colors.

## Personatges[calcitació]
- Vahram Alazan, poeta i escriptor, secretari de la Unió d'Escriptors d'Armènia (1933-1936)
- Vardan Ajemian, director teatral i actor a l'URSS.
- Mkrtich Avetisian, polític i periodista fundador de l'Armenakan
- Sinan Çetin, director de cinema
- Arshile Gorky, actor
- Bedros Kapamacıyan, alcalde de Van assassinat pels Daixnak el 1912
- Aghasi Khanjian, líder de l'RSS Armènia (1930-1936)
- Mkrtich Khrimian, religiós i escriptor, catolicós dels armenis (1892–1907)
- Gurguèn Mahari, escriptor i poeta armeni
- Ferit Melen, primer ministre de Turquia (1972–1973)
- Haig Patigian, escultor
- Ruhi Su, cantant
- Nur Tatar, esportista olímpica
- Nairi Zarian, poeta i escriptor soviètic

## Agermanaments
- Karlsruhe,[9]  Alemanya